# 2K Marin
2K Marin était un studio de développement de jeux vidéo, filiale de Take-Two Interactive.

## Histoire
La formation de 2K Marin est annoncée le 17 décembre 2007. Le studio est intégré à 2K Games, une filiale d'édition de Take-Two Interactive, pour développer le deuxième épisode de la série BioShock, à la suite de différends avec Ken Levine, le concepteur du premier BioShock.
En avril 2010, lors du développement de The Bureau: XCOM Declassified, le studio jumeau 2K Australia adopte le nom 2K Marin. Le studio laisse tomber l'étiquette de 2K Marin en novembre 2010 et se renomme 2K Australia, cette fois pour BioShock Infinite.
Le 17 octobre 2013, 2K annonce que 2K Marin est frappé par des réductions massives de personnel, mettant à pied la majorité des employés. Tous les développeurs restants sont transférés dans un studio 2K sans nom fondé avec Rod Fergusson. Ce studio, comme 2K Marin basé à Novato, est annoncé par Fergusson en septembre de la même année. Certains anciens employés conviennent que 2K Marin est "essentiellement fermé" en raison de ces licenciements, le nombre d'employés étant tombé à zéro. Le studio est fermé sans que 2K Games ne le reconnaisse publiquement.
Malgré cela, le PDG de Take-Two Interactive, Strauss Zelnick, déclare en mai 2014 que 2K Marin est toujours actif, et que les futurs jeux BioShock sont développés par le studio,. 2K Games annonce plus tard, en décembre 2019 que le prochain jeu BioShock est développé par un nouveau studio interne, Cloud Chamber, qui a repris les anciens locaux de 2K Marin.

## Jeux développés
| Titre                         | Date de sortie | Plates-formes                                                     |
| ----------------------------- | -------------- | ----------------------------------------------------------------- |
| BioShock                      | 2008           | Mac OS, PlayStation 3, Windows, Xbox 360                          |
| BioShock 2                    | 2010           | Mac OS, PlayStation 3, Windows, Xbox 360                          |
| The Bureau: XCOM Declassified | 2013           | PlayStation 3, Windows, Xbox 360                                  |
| Borderlands: The Pre-Sequel   | 2014           | Mac OS, PlayStation 3, PlayStation 4, Windows, Xbox 360, Xbox One |